# Rafał Kujawa
Rafał Kujawa (ur. 11 lipca 1988 w Łodzi) – polski piłkarz grający na pozycji napastnika w polskim klubie Łysica Bodzentyn. Swoją karierę zaczynał w juniorach ŁKS-u, aby następnie w sezonie 2006/2007 wystąpić w rezerwach tego klubu. W pierwszym składzie wystąpił w sezonie 2007/2008 w 9 meczach, strzelając jedną bramkę w przegranym 1:2 meczu z Groclinem Grodzisk Wielkopolski.

## Kariera klubowa

### Łódzki Klub Sportowy

#### Rozegrane mecze w sezonie 2007/2008
W sezonie 2007/2008 Rafał Kujawa po raz pierwszy wystąpił w polskiej Ekstraklasie 3 listopada 2007 roku w przegranym meczu 0:1 przeciwko Wiśle Kraków, gdzie wszedł na boisko w 61 minucie zmieniając Marcina Klatta. W przegranym 1:2 meczu z 15 marca 2008 roku przeciwko Groclinowi wszedł z ławki rezerwowych zastępując w 70 minucie Gábor Vayera, a w 85 minucie strzelił swoją pierwszą bramkę w Ekstraklasie. Grał również przeciwko Zagłębiu Sosnowiec, Zagłębiu Lubin, Koronie Kielce, GKS-owi Bełchatów, Wiśle Kraków i Lechowi Poznań wchodząc z ławki rezerwowych. Swoje pierwsze spotkanie zaczynając w podstawowym składzie rozegrał 7 maja 2008 roku w zremisowanym 1:1 meczu przeciwko Ruchowi Chorzów. Dotąd na boiskach ekstraklasy spędził 183 minuty.

#### Rozegrane mecze w sezonie 2008/2009
W sezonie 2008/2009 Rafał Kujawa zdobył drugą swoją bramkę w lidze polskiej, strzelając ją GKS-owi Bełchatów podwyższając wynik na 2:0. Trzeciego gola zdobył w meczu przeciwko Lechii Gdańsk w Łodzi (2:1). Czwartego zaś, w wygranym przez ŁKS 4:3 meczu z Cracovią. Piąty padł w wygranym 3:1 meczu z Polonią Warszawa. W meczu z Lechem Poznań (1:1), Kujawa strzelił już swoją szóstą bramkę, a w wygranym meczu z Górnikiem Zabrze siódmą.

#### Kolejne sezony w barwach ŁKS
Kujawa dwa kolejne sezony spędził wraz z ŁKS-em na zapleczu ekstraklasy. Zarówno w pierwszym jak i w drugim sezonie rozegrał po 29 spotkań, strzelając przy tym w sumie, 10 bramek. ŁKS awansował do ekstraklasy, a Kujawa w sezonie 2011/2012 rozegrał 7 spotkań i strzelił 2 gole. Jego macierzysty klub spadł do I ligi a on postanowił kontynuować karierę gdzie indziej.

### GKS Katowice, Pelikan, Termalica Bruk-Bet Nieciecza, Stomil Olsztyn
W kolejnych latach Kujawa bronił barw GKS-u Katowice (dwukrotnie), Pelikana Łowicz, Niecieczy oraz Stomilu Olsztyn. W kwietniu 2017, podczas jednego ze spotkań ligowych, zerwał więzadła krzyżowe w lewym kolanie, a kontuzja ta na dłuższy czas wyeliminowała go z gry.

### Powrót do ŁKS-u
W grudniu 2017, po 5-letniej przerwie, Kujawa powrócił do swojego macierzystego klubu. W dwa lata udało mu się awansować z II ligi do Ekstraklasy. W tym czasie strzelił 12 bramek w 35 meczach. W maju 2019 przedłużył kontrakt z ŁKS. W grudniu 2019 został wystawiony na listę transferową i od tamtego czasu nie grał w klubie. Ostatecznie odszedł z łódzkiego klubu w lipcu 2020. W momencie odejścia z ŁKS-u, klub zalegał mu ok. 100 tys. złotych.

### Polonia Warszawa
12 września 2020, związał się z trzecioligową Polonią Warszawa. W barwach Czarnych Koszul rozegrał 26 meczów i zdobył 3 bramki. Ze stołecznym klubem rozstał się po jednym sezonie.

### GKS Bełchatów i GKS Wikielec
26 listopada 2021, podpisał kontrakt z GKS-em Bełchatów. Klub ogłosił upadłość, dlatego 26 lutego 2022 Kujawa został piłkarzem trzecioligowego GKS-u Wikielec.

## Statystyki

### Klubowe
Aktualne na 27 czerwca 2019:
| Klub                         | Sezon              | Liga               | Liga  | Liga   | Puchar kraju | Puchar kraju | Puchar Ekstraklasy | Puchar Ekstraklasy | Suma  | Suma   |
| Klub                         | Sezon              | Liga               | Mecze | Bramki | Mecze        | Bramki       | Mecze              | Bramki             | Mecze | Bramki |
| ---------------------------- | ------------------ | ------------------ | ----- | ------ | ------------ | ------------ | ------------------ | ------------------ | ----- | ------ |
| ŁKS Łódź                     | 2007/2008          | Ekstraklasa        | 9     | 1      | 0            | 0            | 3                  | 0                  | 12    | 1      |
| ŁKS Łódź                     | 2008/2009          | Ekstraklasa        | 26    | 5      | 1            | 0            | 2                  | 0                  | 29    | 5      |
| ŁKS Łódź                     | 2009/2010          | I liga             | 29    | 7      | 1            | 1            | –                  | –                  | 30    | 8      |
| ŁKS Łódź                     | 2010/2011          | I liga             | 29    | 3      | 2            | 0            | –                  | –                  | 31    | 3      |
| ŁKS Łódź                     | 2011/2012          | Ekstraklasa        | 7     | 2      | 0            | 0            | –                  | –                  | 7     | 2      |
| ŁKS Łódź                     | Ogólnie            | Ogólnie            | 100   | 18     | 4            | 1            | 5                  | 0                  | 109   | 19     |
| GKS Katowice                 | 2012/2013 j        | I liga             | 13    | 0      | 0            | 0            | –                  | –                  | 13    | 0      |
| GKS Katowice                 | 2014/2015          | I liga             | 20    | 2      | 1            | 1            | –                  | –                  | 21    | 3      |
| GKS Katowice                 | Ogólnie            | Ogólnie            | 33    | 2      | 1            | 1            | 0                  | 0                  | 34    | 3      |
| Pelikan Łowicz               | 2012/2013 w        | II liga            | 16    | 7      | 0            | 0            | –                  | –                  | 16    | 7      |
| Pelikan Łowicz               | Ogólnie            | Ogólnie            | 16    | 7      | 0            | 0            | 0                  | 0                  | 16    | 7      |
| Bruk-Bet Termalica Nieciecza | 2013/2014          | I liga             | 26    | 7      | 0            | 0            | –                  | –                  | 26    | 7      |
| Bruk-Bet Termalica Nieciecza | Ogólnie            | Ogólnie            | 26    | 7      | 0            | 0            | 0                  | 0                  | 26    | 7      |
| Stomil Olsztyn               | 2015/2016          | I liga             | 31    | 9      | 1            | 1            | –                  | –                  | 32    | 10     |
| Stomil Olsztyn               | 2016/2017          | I liga             | 24    | 9      | 2            | 1            | –                  | –                  | 26    | 10     |
| Stomil Olsztyn               | Ogólnie            | Ogólnie            | 55    | 18     | 3            | 2            | 0                  | 0                  | 58    | 20     |
| ŁKS Łódź                     | 2017/2018          | I liga             | 7     | 2      | -            | -            | –                  | –                  | 7     | 2      |
| ŁKS Łódź                     | 2018/2019          | I liga             | 28    | 10     | 1            | 0            | –                  | –                  | 29    | 10     |
| ŁKS Łódź                     | Ogólnie            | Ogólnie            | 35    | 12     | 1            | 0            | 0                  | 0                  | 36    | 12     |
| Ogólnie w karierze           | Ogólnie w karierze | Ogólnie w karierze | 264   | 64     | 9            | 4            | 5                  | 0                  | 279   | 68     |